# 利尿薬
利尿薬（りにょうやく、英: diuretic）とは、尿量を増加させる作用を持つ薬物の総称である。

尿は、水分や電解質を体外へ排出する最も効果的な手段である。尿は腎臓でつくられるが、腎臓は体内の状況に応じて尿の量や濃度を調節し、全身の体液を一定に保つよう制御している。利尿薬は、この調節機構が適切にはたらかない病態などにおいて、水分を体外に排出するために用いられる。

## 浸透圧利尿薬
浸透圧利尿薬は糸球体で濾過されると再吸収されないため、尿細管内の浸透圧が上昇し、水の再吸収が抑制される。脳圧亢進時などに用いられる。
- D-マンニトール
- イソソルビド
- 濃グリセリン（グリセオール）

## ループ利尿薬
ヘンレのループにおいてNa+とCl−の再吸収を阻害する。腎機能に悪影響を与えないため、利尿薬の第一選択として使用される。また、心不全や高血圧の治療薬としても使用される。ヘンレの係蹄上行脚太い脚でのNa+の再吸収率は30%であるが、ループ利尿薬はその25%を抑制する。
- フロセミド（ラシックス、オイテンシン、後発品あり）
- トラセミド (ルプラック)
- アゾセミド（ダイアート、長時間作用型）
- ピレタニド（アレリックス、作用時間はフロセミドに近い）

## チアジド系利尿薬
遠位尿細管においてNa+とCl−の再吸収を阻害する。降圧剤としても使用される。大規模臨床試験では他剤と遜色ない結果を得ており、現在も高血圧治療薬の代表的なものである。
ただし、チアジド系利尿薬を服用すると、しばしば重篤な低ナトリウム血症に陥る。チアジド系利尿薬は腎髄質の濃度勾配には影響を与えないため、髄質集合管で働くバゾプレッシン(ADH)の反応が起こりにくく、その結果、自由水の再吸収が生じてナトリウムが希釈されやすい。これによって重度の低ナトリウム血症をきたしやすいものと考えられている。この系統の薬の機序としては「ナトリウム排泄薬」の側面を持ち、食塩感受性高血圧の治療に則している。
- ヒドロクロロチアジド（HCTZ、ダイクロトライドは販売中止となり、2023年現在では東和薬品のジェネリックのみ日本では流通）
- トリクロルメチアジド（フルイトラン）
- インダパミド（ナトリックス）
- トリパミド（ノルモナール, 2023年に日本国内では販売中止）
- クロルタリドン（ハイグロトン, 2008年に日本国内では販売中止）

## カリウム保持性利尿薬
抗アルドステロン薬ともいう。遠位尿細管においてアルドステロン（抗利尿ホルモン）に拮抗し、Na+の再吸収を阻害する一方、K+の尿中排泄を抑制する。ループ利尿薬などと合わせて、肝硬変、鬱血性心不全などに対して使用される。
- トリアムテレン（トリテレン®）
- スピロノラクトン（アルダクトンA®）
- カンレノ酸（ソルダクトン®注）
- エプレレノン（セララ®錠) - 高血圧症・心不全治療薬
- エサキセレノン(ミネブロ錠) - 高血圧症治療薬
- フィネレノン(ケレンディア錠) - 2型糖尿病を合併する慢性腎臓病治療薬

## その他の利尿薬
- アセタゾラミド（ダイアモックス）は、緑内障やメニエール病に対して使用される。
- 塩酸ドーパミン（イノバン）は、腎血流量を増やして間接的に利尿作用を示す。
- アミノフィリン（ネオフィリン）や強心剤も利尿作用を示す。
- カルペリチド（ハンプ）は心房性Na+利尿ペプチド(ANP)と呼ばれ、重症心不全時の利尿薬として使用される。
- トルバプタンは、世界初のバソプレッシンV2-受容体拮抗剤である。大塚製薬より「サムスカ錠 15mg」として2010年12月14日に上市された。

## 副作用
- 低カリウム血症・低ナトリウム血症
- 高尿酸血症

この場合、血圧への影響を顧慮し、高尿酸血症治療薬であるアロプリノール(ザイロリック)・フェブキソスタット(フェブリク)・トピロキソスタット(トピロリック・ウリアデック)等を追加するのではなく、利尿薬を減量した上で、ロサルタンやシルニジピンを併用するとよい。
- ボクシング等の階級制の競技において、体重調整の最後の手段として利尿剤が使用されることがあるが、ドーピング検査においても利尿剤は禁止薬物に指定されていることが多い。副作用も大きく、治療以外の目的で利尿剤を使用することは危険も伴うため、絶対に避けるべきである。